# فول سوداني أرجنتيني
فول سوداني أرجنتيني أو فول سوداني دورانينسيس (الاسم العلمي: Arachis duranensis) (المرادفات. Arachis argentinensis Speg., Arachis spegazzinii M.Gregory & W.Gregory)، هو عشب موجود في أمريكا الجنوبية، وخاصة في شمال الأرجنتين وبوليفيا وباراغواي. يُستشهد بهذا النبات بوصفه مصدر جيني للبحث في حياوة نبات الفول السوداني (Arachis Hypogaea).